# Cantar de Mio Çid
A Cantar de Mio Çid vagy Poema del Cid, magyarul gyakran Cid-ének, egy ismeretlen szerzőtől származó, nemzeti hősről szóló középkori spanyol nemzeti eposz. Az első óspanyol nyelvű irodalmi mű, egyúttal a mai spanyol irodalmi- és köznyelv alapját képező kasztíliai nyelvjárás első terjedelmes és összefüggő nyelvemléke.

## Jellemzői
A költemény egy, az arabok ellen harcoló kasztíliai lovag, Rodrigo Díaz de Vivar, más néven El Cid (a hispániai arab szíd ’úr’ szóból, amelynek forrása a klasszikus arab szajjid) vagy el Campeador (’a Hős Harcos’) élettörténetét, a mórok ellen folytatott harcait beszéli el.
A költemény eredeti címe és szerzője ismeretlen, de valószínűleg egy ideig csak szájhagyomány útján terjedt. A teljes szöveg egy Per Abbat nevű scriptor kéziratából maradt ránk, illetve annak is egy 14. századi másolatából. A Cantar de Mio Cid elnevezést pedig egy elismert spanyol nyelvész, Ramón Menéndez Pidal adta neki. A mű keletkezése 1140 körülre tehető, a pontos dátumot nem tudni. Összesen 3735 verssorból áll, amelyeket a heterometria és változó hosszúságú verssorok jellemeznek. Az egyetlen létező kézirati példánya a madridi Spanyol Nemzeti Könyvtárban (Biblioteca Nacional de España) található.

## Magyarul
- Ének Cidről. Középkori spanyol epikus költemény; ford. Csala Károly; Eötvös, Bp., 2002 (Eötvös klasszikusok)

## Részlet a műből (1–5. sor)
| Paleografikus átírással Delos sos oios tan fuerte mientre lorando Tornaua la cabeça e estaua los catando Vio puertas abiertas e vços sin cañados Alcandaras uazias sin pielles e sin mantos e sin falcones e sin adtores mudados | Normatív átírásban De los sos ojos tan fuertemientre llorando, tornava la cabeça e estávalos catando; vio puertas abiertas e uços sin cañados, alcándaras vazías, sin pielles e sin mantos e sin falcones e sin adtores mudados |

| Fordítás mai nyelvre De sus ojos tan fuertemente llorando, Volvía la cabeza y los estaba mirando; Vio puertas abiertas y postigos sin candados, perchas vacías, sin pieles y sin mantos y sin halcones y sin azores mudados. | Magyar fordítás Szemeiből oly keservesen sírva Forgatta fejét s azokat bámulta Tárt kapukat látott és ajtókat lakat nélkül Üres akasztókat, bundák és kendők nélkül S levedlett héják és solymok nélkül |